# زانکت کرونا ام وخسل
زانکت کرونا ام وخسل (به آلمانی: Sankt Corona am Wechsel) یک منطقهٔ مسکونی در اتریش است که در ناحیه نوین‌کیرشن واقع شده‌است. زانکت کرونا ام وخسل ۳۹۱ نفر جمعیت دارد.